# JTG

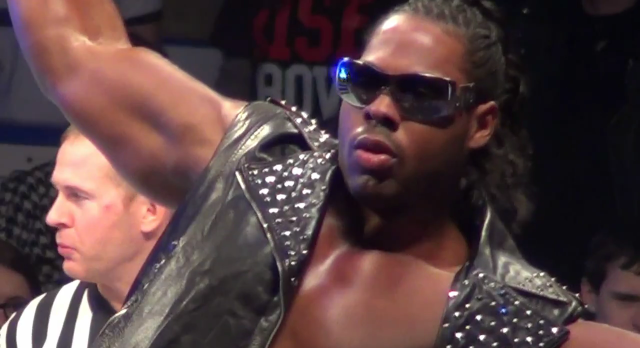
JTG

JTG（1984年12月10日—），本名傑森·安東尼·保羅（英語：Jayson Anthony Paul），是世界摔角娛樂（WWE）旗下職業摔角選手，並在世界摔角娛樂節目中亮相。

## 個人生活
JTG畢業於約翰·杜威高中。他有一個女兒名叫麥迪遜。

## 摔角相關

### 終結式
- Da Shout Out[6]（旋轉翻摔撲擊（英语：Professional wrestling throws#Sleeper slam））

### 經紀人
- 伊芙·朵芮絲
- 塔米娜·史奴卡
- 艾莉莎·法克斯（英语：Alicia Fox）

### 進場樂
- "Bringin' Da Hood 2 U"[7]- Jim Johnston（英语：Jim Johnston (composer)）（WWE; 2006年10月16日–2014年6月12日；在與Cryme Tyme（英语：Cryme Tyme）及個人出場時使用）

## 冠軍及成就

### 職業摔角畫報
- PWI500-第84名（2010年）

## 外部連結
- 世界摔角娛樂官網的個人資料 （页面存档备份，存于）
- 摔角網路世界上的個人資料 （页面存档备份，存于）
- AAMRecords.com的個人資料